# Abdelhamid Sabiri
Abdelhamid Sabiri (tiếng Ả Rập: عبد الحميد صابيريصابيري in Tamazight: ⵄⴱⴷⴻⵍⵀⴰⵎⵉⵙ ⵙⴰⴱⵉⵔⵉ; sinh ngày 28 tháng 11 năm 1996) là một cầu thủ bóng đá chuyên nghiệp người Maroc hiện thi đấu ở vị trí tiền vệ cho câu lạc bộ Sampdoria tại Serie A và đội tuyển quốc gia Maroc.

## Thống kê sự nghiệp

### Câu lạc bộ
Tính đến ngày 24 tháng 10 năm 2022
| Club                | Season       | League              | League | League | National Cup | National Cup | League Cup | League Cup | Other | Other | Total | Total |
| Club                | Season       | Division            | Apps   | Goals  | Apps         | Goals        | Apps       | Goals      | Apps  | Goals | Apps  | Goals |
| ------------------- | ------------ | ------------------- | ------ | ------ | ------------ | ------------ | ---------- | ---------- | ----- | ----- | ----- | ----- |
| Sportfreunde Siegen | 2015–16      | Oberliga Westfalen  | 30     | 18     | 2            | 2            | —          | —          | 1     | 0     | 33    | 20    |
| 1. FC Nürnberg II   | 2016–17      | Regionalliga Bayern | 21     | 12     | —            | —            | —          | —          | —     | —     | 21    | 12    |
| 1. FC Nürnberg      | 2016–17      | 2. Bundesliga       | 9      | 5      | 0            | 0            | —          | —          | —     | —     | 9     | 5     |
| Huddersfield Town   | 2017–18      | Premier League      | 5      | 0      | 4            | 0            | 1          | 0          | —     | —     | 10    | 0     |
| Huddersfield Town   | 2018–19      | Premier League      | 2      | 0      | 0            | 0            | 1          | 0          | —     | —     | 3     | 0     |
| Huddersfield Town   | Total        | Total               | 7      | 0      | 4            | 0            | 2          | 0          | —     | —     | 13    | 0     |
| SC Paderborn        | 2019–20      | Bundesliga          | 24     | 4      | 1            | 0            | —          | —          | —     | —     | 25    | 4     |
| Ascoli              | 2020–21      | Serie B             | 32     | 8      | 0            | 0            | —          | —          | —     | —     | 32    | 8     |
| Ascoli              | 2021–22      | Serie B             | 11     | 3      | 0            | 0            | —          | —          | —     | —     | 11    | 3     |
| Ascoli              | Total        | Total               | 43     | 11     | 0            | 0            | 0          | 0          | 0     | 0     | 43    | 11    |
| Sampdoria (loan)    | 2021–22      | Serie A             | 14     | 3      | 0            | 0            | —          | —          | —     | —     | 14    | 3     |
| Sampdoria           | 2022–23      | Serie A             | 11     | 1      | 2            | 1            | —          | —          | —     | —     | 13    | 2     |
| Sampdoria           | Total        | Total               | 25     | 4      | 2            | 1            | 0          | 0          | 0     | 0     | 27    | 5     |
| Career total        | Career total | Career total        | 159    | 54     | 9            | 3            | 2          | 0          | 1     | 0     | 171   | 57    |

1. ↑  Appearance in Westphalian DFB-Pokal play-off

### Quốc tế
Tính đến ngày 17 tháng 12 năm 2022
| Đội tuyển quốc gia | Năm  | Trận | Bàn |
| ------------------ | ---- | ---- | --- |
| Maroc              | 2022 | 7    | 1   |
| Tổng               | Tổng | 7    | 1   |

Bàn thắng và kết quả của Maroc được để trước.
| # | Ngày                | Địa điểm                                  | Đối thủ | Bàn thắng | Kết quả | Giải đấu |
| - | ------------------- | ----------------------------------------- | ------- | --------- | ------- | -------- |
| 1 | 23 tháng 9 năm 2022 | Sân vận động RCDE, Barcelona, Tây Ban Nha | Chile   | 2–0       | 2–0     | Giao hữu |